# Joachim Sadrozinski
Joachim Sadrozinski (né le 20 septembre 1907[réf. nécessaire] à Tilsit (alors en province de Prusse-Orientale), mort le 29 septembre 1944 à Berlin) est un officier allemand, membre du complot du 20 juillet 1944.

## Biographie
Joachim Sadrozinski entre en 1926 dans la Reichswehr comme officier subalterne.
Après avoir intégré l'Académie de guerre de Prusse en mai 1939, il part faire la Seconde Guerre mondiale.
En raison d'une blessure, Sadrozinski est détaché en juin 1944 à l'Oberkommando des Heeres. Le lieutenant-colonel dans l'état-major fait partie du groupe de l'Ersatzheer sous le commandement du général Friedrich Fromm, en l'absence de Claus von Stauffenberg.
Le 20 juillet 1944, Sadrozinski assiste Stauffenberg, par exemple en envoyant les ordres de l'opération Walkyrie aux régions militaires en déclarant la mort d'Adolf Hitler et l'arrestation des membres principaux du régime nazi.
Après l'échec du complot, Sadrozinski est arrêté puis dégradé, il ne passera pas devant la cour martiale (Reichskriegsgericht). Le 21 août, il passe devant le Volksgerichtshof (tribunal du peuple), est condamné à mort et est pendu dans la prison de Plötzensee le 29 septembre 1944.